# Canabinoide
Canabinoide é um termo genérico para descrever substâncias, naturais ou artificiais, que ativam os receptores canabinoides do tipo CB1 ou CB2. Englobam os fitocanabinoides, compostos encontrados na planta Cannabis e estruturalmente relacionados com o tetraidrocanabinol (THC); os endocanabinoides, que são encontrados nos sistemas nervoso e imunológico dos animais e seres humanos, e que também ativam os receptores canabinoides; e, por fim, os canabinoides sintéticos, uma diversidade de substâncias que se ligam a receptores de canabinoides. Este último grupo engloba uma variedade de classes químicas distintas: os canabinoides clássicos, estruturalmente relacionados com a THC; os canabinoides não clássicos, incluindo quinolinas e arilsulfonamidas; e os eicosanoides, relacionados com os endocanabinoides.

## Ver também

Canabinol